# The Sims 3: Райские острова
The Sims 3: Райские острова (англ. The Sims 3: Island Paradise) — десятое дополнение к популярной компьютерной игре The Sims 3, которое вышло 25 июня 2013 в Америке, а в России и на Украине — 27 июня 2013 года.
Дополнение совмещает в себе элементы расширений к предыдущим играм The Sims, а именно The Sims Vacation и The Sims 2: Путешествия. Основная тема — возможность жить в «райском острове», загорать на пляже и перемещаться на лодке. Дополнение также вводит возможность подводного плавания, строить лодку-участок, владеть отельным бизнесом и исследовать скрытые острова.
Критики дали смешанные оценки дополнению, часть рецензентов похвалили введённые возможности геймплея, назвав его увлекательным и разнообразным, другие же критики сетовали на излишнею привязанность представленного геймплея к одному игровому миру, а также указывали на внутриигровые ошибки. Дополнение печально известно тем, что вызывает в игре многочисленные внутриигровые ошибки и зависания, поэтому оно имеет худшую репутацию среди поклонников The Sims 3 несмотря на в целом интересную тематику.

## Описание
Дополнение завязано на жизни в тропическом острове у воды. В нём представлен городок Исла Парадисо (англ. Isla Paradiso), в котором можно приобрести дом на одном из островов или организовать там курорт. Персонажи могут становиться моряками и жить в плавучем доме, который представляет собой технически жилой участок, но с возможностью передвигать его и ставить на док, на любой не занятой точке водной поверхности.
Дополнение вводит возможность плавать в море, а также погружаться с маской или с аквалангом в океан. Плавание с аквалангом представляет собой отдельный навык, который персонаж развивает по мере новых погружений, повышение навыка открывает симу возможность исследовать подводные пространства, ловить рыбу, исследовать подводные пещеры и находить затопленные сокровища. При этом ныряние с аквалангом — дело крайне опасное, сим должен следить за своим уровнем кислорода, а также следить за тем, чтобы не стать обедом для акул. Ещё в океане обитают русалки, которых, при хороших отношениях, можно пригласить жить к себе домой. А если персонаж станет лучшим другом русалки, то русалка может подарить ему русалочью ламинарию, и персонаж, съев её, сам становится русалкой.
Дополнение также вводит карьеру спасателя. Во время рабочих часов спасателей отправляют в случайные точки, на которых сим должен осматривать океан и спасать других симов, которые начинают тонуть и при необходимости проводить СЛР. Другой вид карьеры — возможность управлять курортами, которые могут приносить чистую прибыль. Повышение уровня доходов связано с уровнем вместимости гостей и сервисами, которые им можно предоставить (фитнес, бассейны, буфет и т. д.). Наличие этих услуг повышает рейтинг и позволяет отелю повышать цены. В возможности игрока также входит управление персоналом, включая наем и выбор их униформы.
Вся жизнь героев проходит на небольших островах в океане, поэтому большое значение отдаётся водным видам транспорта. В игре можно получить в своё распоряжение следующие виды водных приспособлений: парусную лодку, водный мотоцикл, вёсельную лодку, водные лыжи, доску для виндсерфинга, катамаран и катер. С помощью водного транспорта можно открывать новые острова, спрятанные за туманом.

## Создание и выход
Дополнение «Райские острова» создавалось, как одно из самых масштабных дополнений, добавляющих огромное количество элементов нового геймплея. Если с первого взгляда, острова представляют собой оазис для отдыха и развлечений, геймплей завязан на том, что игрок может исследовать разные уголки острова, а также подводный мир, открывая для себя новые загадки, опасности и способы попасть на скрытые острова. Разработчики помимо этого добавили новые профессии, вариация которых расширяется при наличии установленного дополнения «The Sims 3: Карьера». Sim Guru Ryan в одном из интервью заметил, что создатели стремились сделать геймплей игры достаточно свободным, чтобы игрок видел и создавал в Исла Парадисо своё видение о райском острове.
Самым сложным элементом разработки дополнения были плавающие жилые участки. Для того, чтобы иметь возможность перемещать жилой участок в любую точку на воде, разработчикам пришлось переписывать игровой движок The Sims 3. Помимо этого разработчики для «Райских островов» создали наибольшее количество костюмов и причёсок из всех раннее выпущенных дополнений. При создании игрового мира, разработчики вдохновлялись карибскими островами, а также бразильским городом Рио Де Жанейро, тем не менее создатели не хотели привязывать новый мир к определённой географии или культуре
Впервые анонс дополнения состоялся 8 января 2013 года, в данном же анонсе также была представлена вся линейка предстоящих пакетов расширения и каталогов за 2013 год. К тому времени были представлены только скриншоты предстоящего дополнения. Однако после этого были проведены другие трансляции, во время которых были показаны определённые возможности геймплея: 14 февраля были показаны плавучие дома, 16 апреля — новая система отельного бизнеса, 18 июня — возможность нырять под воду и скрытый остров. Первый официальный трейлер «Райского острова» был выпущен 17 июня 2013 года, за день до последней живой трансляции.
Люди, которые предзаказывали игру на платформе Origin, получали доступ к эксклюзивным предметам. Пакет «Выживание на острове» расширяет навыки сима по выживанию за счет декорации, мебели и одежды на тему выживания. Помимо этого, менеджер загрузки EA Origin объявил о том, что если в рамках предзаказа, игроки купят дополнение более 4000 раз, то получат бесплатно игровой мир «Барнакл Бэй». Испытание прошло успешно.
Выход дополнения состоялся 25 июня 2013 года в США, 27 июня в Австралии и России и 28 июня в Европе.

## Музыка

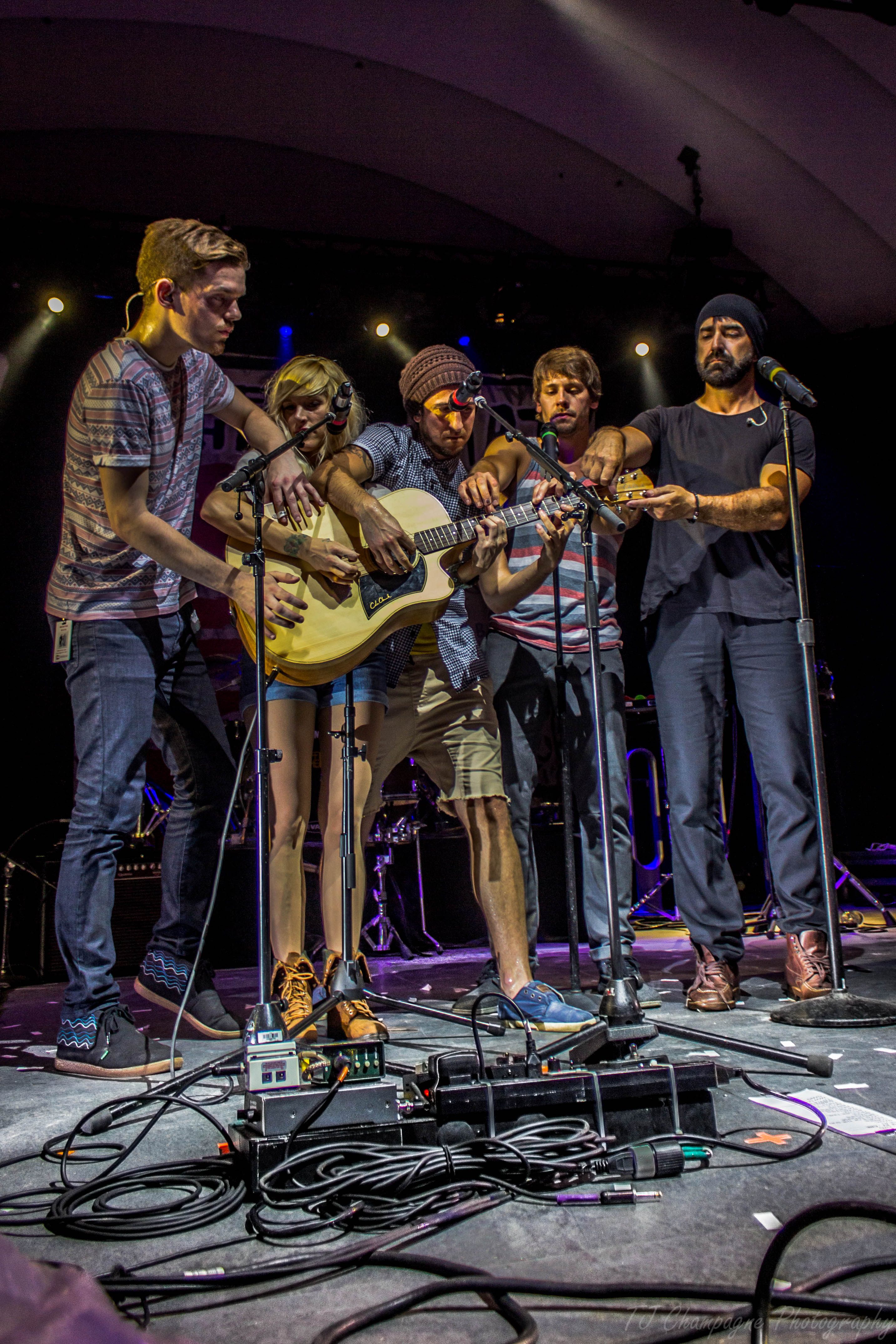
Для дополнения свой сингл на симлише записывала канадская инди-группа Walk Off The Earth

Следуя традициям франшизы, вместе с данным дополнением были добавлены перезаписанные на симлише синглы известных музыкантов и групп.
| №   | Название                  | Автор(ы)           | жанр/звучит в?   | Длительность |
| --- | ------------------------- | ------------------ | ---------------- | ------------ |
| 1.  | «Bom Bom»                 | Sam and the Womp   | Пляж             | 2:53         |
| 2.  | «Famous»                  | Кэти Тиз           | Пляж             | 3:16         |
| 3.  | «Gang of Rhythm»          | Walk Off The Earth | Пляж             | 3:34         |
| 4.  | «Join The Party»          | Ozomatli           | Пляж             | 2:36         |
| 5.  | «Reggae Carnival Style»   | Рокки Доуни        | Пляж             | 3:22         |
| 6.  | «Uppsie Bray»             | The CayMan         | Пляж             | 3:29         |
| 7.  | «Beach Party»             | Дэвид Аркенстон    | Жизнь на острове | 2:40         |
| 8.  | «Pan Jam»                 | Lars-Luis Linek    | Жизнь на острове | 2:02         |
| 9.  | «Sand Dance»              | Дэвид Аркенстон    | Жизнь на острове | 2:41         |
| 10. | «Steelchase»              | Lars-Luis Linek    | Жизнь на острове | 2:20         |
| 11. | «Sunsplash»               | Lars-Luis Linek    | Жизнь на острове | 3:34         |
| 12. | «Chasing The Sinking Sun» | Shout Out Louds    | Инди             | 3:45         |
| 13. | «Safe And Sound»          | Capital Cities     | Инди             | 3:11         |

## Критика
| Сводный рейтинг    | Сводный рейтинг |
| Агрегатор          | Оценка          |
| ------------------ | --------------- |
| Metacritic         | 71/100          |
| Иноязычные издания |                 |
| Издание            | Оценка          |
| IGN                | 7,0             |
| GameZone           | 8,5             |
| Games Radar        | [ 5 ]           |
| Digital Spy        | [ 6 ]           |

Игра в целом получила смешанные отзывы от игровых критиков, часть из них похвалили дополнение, например критик сайта Infinite назвал «Райские острова» блестящими, и нечто большими, чем просто дополнение, предлагающее новую порцию геймплея. Критик назвал «Райские острова» лучшим способом побега от реальности, с одной стороны данное расширение не революционное по мнению обозревателя, с другой стороны оно оригинальнее, чем большинство других раннее выпущенных расширений. Критик сайта The Game Scouts отметил, что тема дополнения идеально подошла к дате выхода игры — начале лета. Также само дополнение отлично дополняет саму игру, как и другое дополнения — «Времена Года». Каждый игрок сможет найти для себя что-то увлекательное. Рецензент сайта Worth Playing заметил, что данное дополнение является спасением для игроков, которые в The Sims 3 любят проводить время у моря и в целом жить у воды, также он похвалил свежие идеи «Райских островов» хотя по идее, после выпуска 9 расширений к The Sims 3, у разработчиков должен был бы начаться кризис идей. Джанкарло Салдана, представитель сайта Games Radar в общем также положительно отозвался о дополнении и назвал его одним из лучших, а также возможность исследовать остров. Однако он был разочарован подводным миром, назвав его слишком ограниченным, отмечая, что возможность дайвинга возможна только в пределах участка, которых очень мало..
Часть критиков отдельно оценила введение карьеры владельца курорта и сравнили с игровым процессом игр серии SimCity. Представитель Digital Spy назвал её фактически игрой в игре. Критик сравнил карьеру с бизнес-симулятором, довольно сложным в управлении, тем не менее существующим автономно от игрока.
Другая часть критиков оставили сдержанные отзывы, например критик Game Revolution с одной стороны похвалил идею и реализацию дополнения, в частности красивый архипелаг и возможность управлять курортом, тем не менее заметил, что возможности нового геймплея слишком ограниченны одним игровым миром, а в другом игровом мире, игрок едва ли заметит какие либо изменения. Похожею проблему заметил и критик сайта Eurogamer, заметив, что Исла Парадисо — идеальное курортное место, которое разработчиком и стоило сделать таковым, но необходимость жить там, как в жилом мире — слишком высокая цена для игрока, которому придётся либо создавать новых персонажей, или же распрощаться при переезде с драгоценными очками опыта, счастья и отношений с другими симами.
Критик сайта PCinvasion заметил, что тема дополнения достаточно специфична и подойдёт определённому кругу любящих тематику пляжного острова игроков, в противном случае дополнение покажется случным, также опыт игры портит множество игровых глюков и зависаний.